# Seleção Madagascarense de Voleibol Feminino
A seleção madagascarense de voleibol feminino é uma equipe do continente africano, composta pelas melhores jogadoras de voleibol de Madagáscar. É mantida pela Federação Malgaxe de Voleibol (FMVB). Encontra-se na 115ª posição do ranking mundial da FIVB segundo dados de setembro de 2021.